# Stadthalle Mülheim an der Ruhr

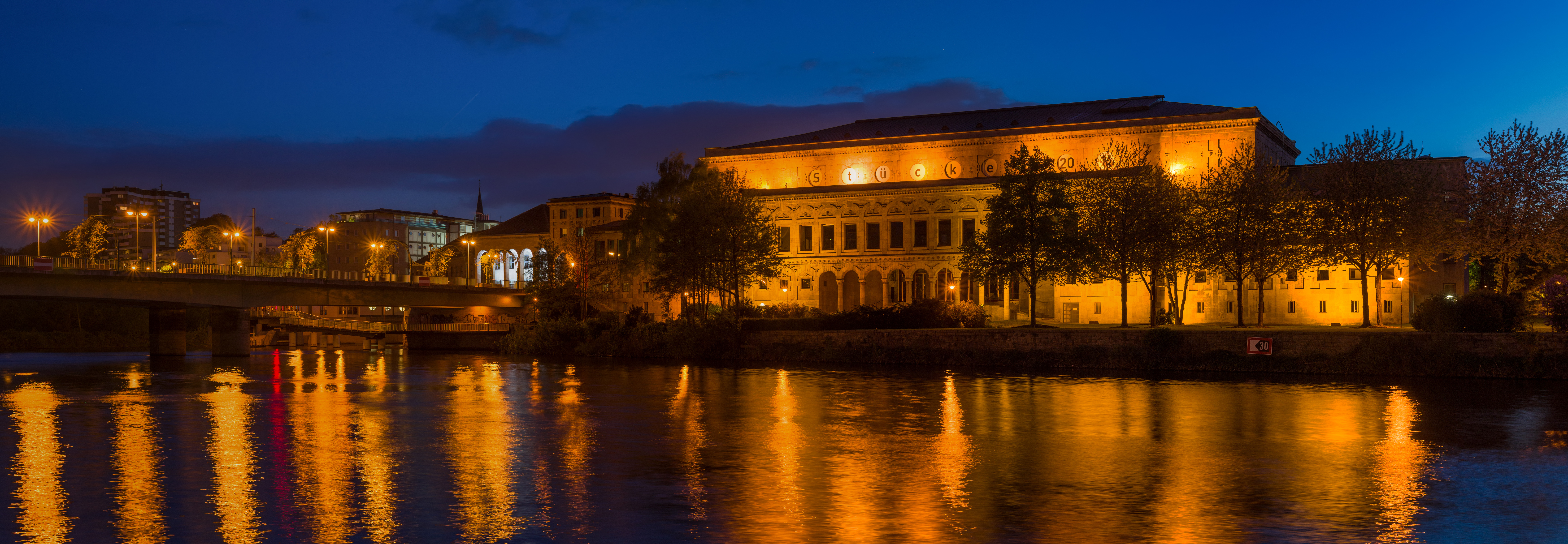
Stadthalle am Ruhrufer zur Blauen Stunde

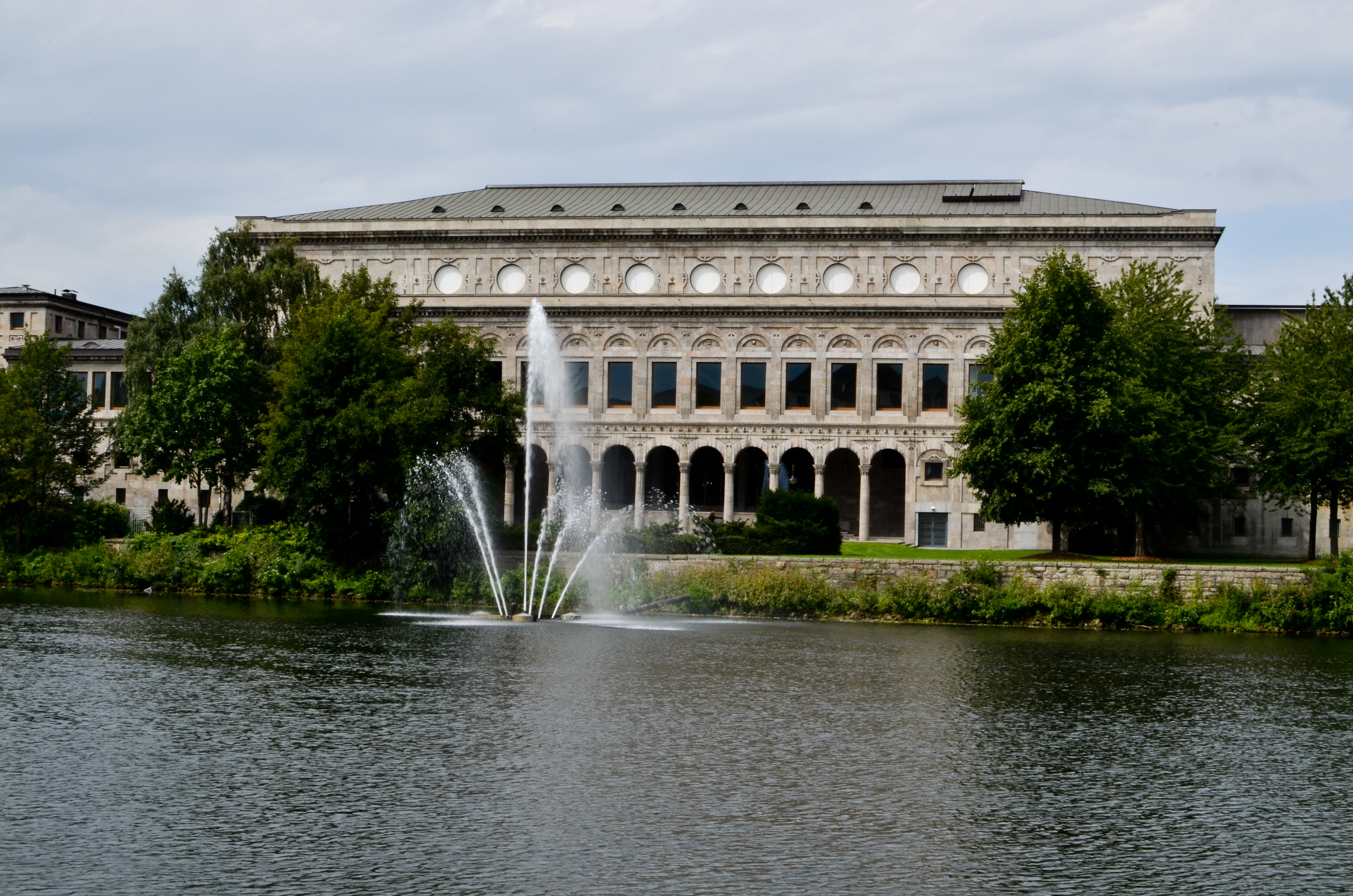
Die Stadthalle am Ruhrufer

Die Stadthalle Mülheim an der Ruhr ist ein Kultur- und Kongresszentrum in Mülheim an der Ruhr. Das markante Bauwerk im neo-klassizistischen Stil direkt am Westufer der Ruhr zählt zu den bedeutendsten Sehenswürdigkeiten der Stadt. Seit 1926 dient es als zentraler Theater-, Konzert- und Veranstaltungsort. Überregional bekannt ist die Stadthalle als Veranstaltungsort der Stücke, eines Theaterfestivals, das alljährlich im Mai und Juni als „Mülheimer Theatertage NRW“ hier stattfindet.

## Nutzung

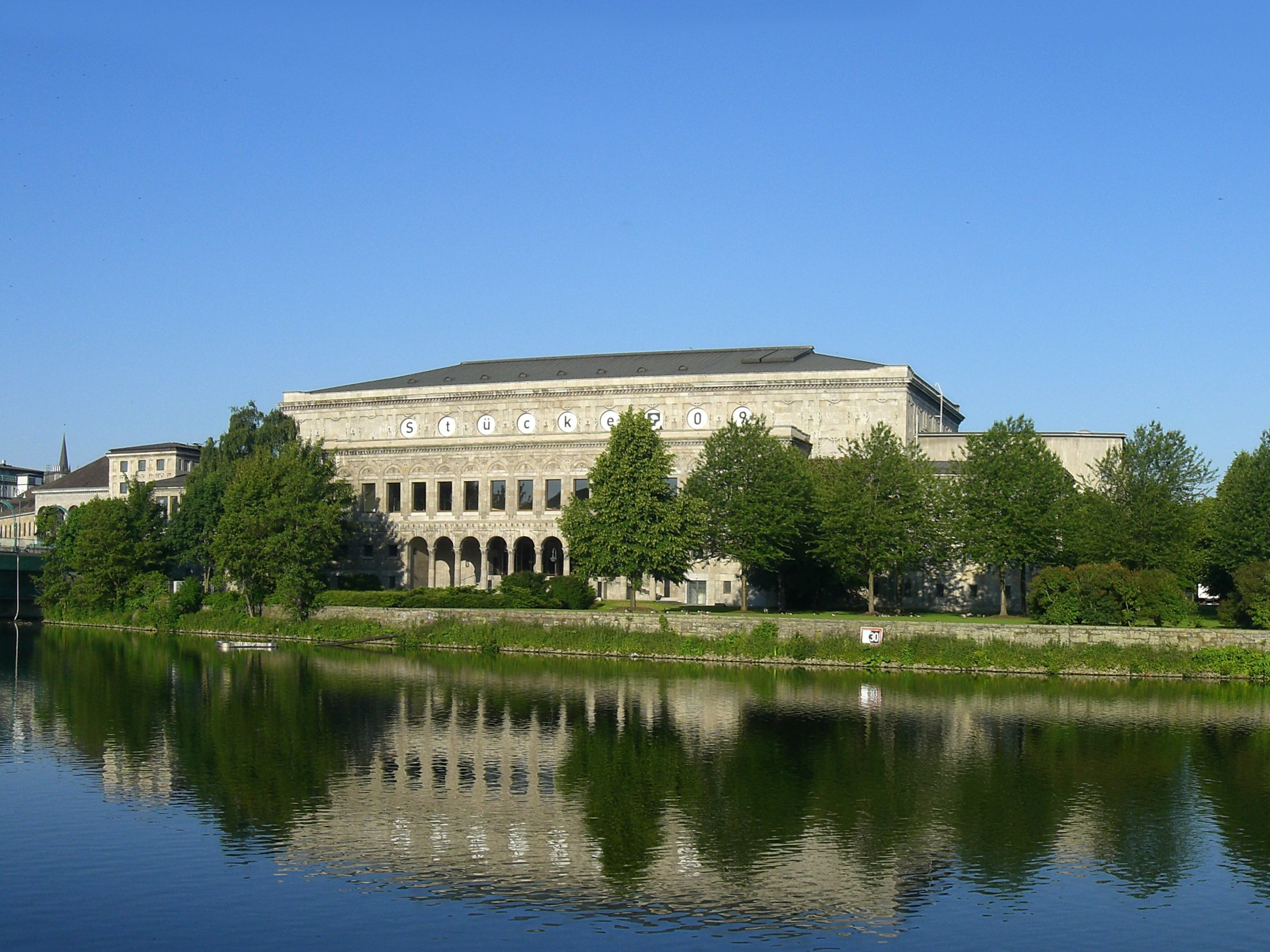
Stadthalle von Mülheim an der Ruhr zur Zeit der „Stücke 2009“

Die Stadthalle ist ein Mehrzweck-Veranstaltungszentrum, das mit seinen flexiblen Räumlichkeiten für Kongresse, Seminare, Tagungen und kulturelle Veranstaltungen genutzt wird.
- Theatersaal: Der zentrale Saal der Stadthalle bietet 1073 Sitzplätze, davon 40 Plätze in Logen, und eine 420 m² große Bühne mit Orchestergraben und moderner Licht- und Tonanlage.
- Festsaal: Der Festsaal bietet auf 800 m² Platz für eine variable Bestuhlung bis 600 Personen und wird u. a. für Konferenzen, Modenschauen und Partys genutzt.
- Kammermusiksaal: Der kleinere Kammermusiksaal umfasst eine Fläche von 190 m² und kann bis zu 266 Zuschauer aufnehmen. Aufgrund der hervorragenden Akustik eignet sich der Saal vor allem für klassische Konzerte.
- Ruhrfoyer: Das Foyer mit einer Fläche von 480 m² bietet bei einer variablen Bestuhlung Raum für 350 Personen. Durch die gläsernen Flügeltüren besteht ein direkter Zugang zur 350 m² großen und teilweise überdachten Terrasse direkt über der Ruhr. Die Halle im Parterre eignet sich besonders für Ausstellungen, Empfänge und Bankette.
- Konferenz-Lounge: Der 200 m² große Tageslichtbereich mit Clubatmosphäre kann von max. 150 Besuchern für Sitzungen, Vorträge oder Workshops genutzt werden.

Die Halle wird seit 2002 von der Mülheimer Stadtmarketing und Tourismus GmbH (MST) betrieben und vermarktet. Eigentümerin ist die Stadt Mülheim an der Ruhr.

## Geschichte
Nachdem Mülheim an der Ruhr zu Beginn des 20. Jahrhunderts zur Großstadt wurde, sollte ein repräsentatives öffentliches Gebäude den Rahmen für die kulturellen Bedürfnisse der neuen Großstadtbürger bilden. Die Planungen und auch der Baubeginn verzögerten sich durch den Ersten Weltkrieg und die französische Besetzung des Ruhrgebietes. Der Gebäudeentwurf stammt vom Architekten Hans Großmann und die Innenausstattung wurde von Emil Fahrenkamp geplant. Der Baubeginn war im Herbst 1923 und die Bauarbeiten dauerten etwas über zwei Jahre. Am 5. Januar 1926 konnte die Stadthalle mit einem feierlichen Festkonzert eingeweiht werden.
Bis zum Anfang der 1940er Jahre traten in der Stadthalle zahlreiche Berühmtheiten aus der deutschen Kulturlandschaft auf, unter anderem die Berliner Philharmoniker unter Wilhelm Furtwängler, die Tänzerin Anna Pawlowna Pawlowa und mehrfach das Ensemble des Düsseldorfer Schauspielhauses.
Im Zweiten Weltkrieg wurde die Stadthalle bei einem Bombenangriff auf die Innenstadt in der Nacht vom 22. auf den 23. Juni 1943 fast völlig zerstört. Übrig blieben lediglich der Ehrenhof, die Eingangshalle und die Fassaden. Der Theatersaal brannte vollständig aus.
Der Wiederaufbau erfolgte ab 1954 unter der Planung des Hannoveraner Architekten Gerhard Graubner. Hierbei wurde nicht der alte Zustand wiederhergestellt, sondern es entstanden auch neue, zusätzliche Veranstaltungssäle und eine moderne technische Ausstattung. Am 11. Oktober 1957 konnte in Anwesenheit des Bundespräsidenten Theodor Heuss die Stadthalle feierlich wiedereröffnet werden.
1999 wurde die Bestuhlung erneuert und in den Jahren 2006/2007 folgte eine umfassende Renovierung des Gebäudes und der veralteten Technik und unter der Leitung von Professor Rudolf Schricker entstand ein modernes Kultur- und Kongresszentrum.

## Gebäude

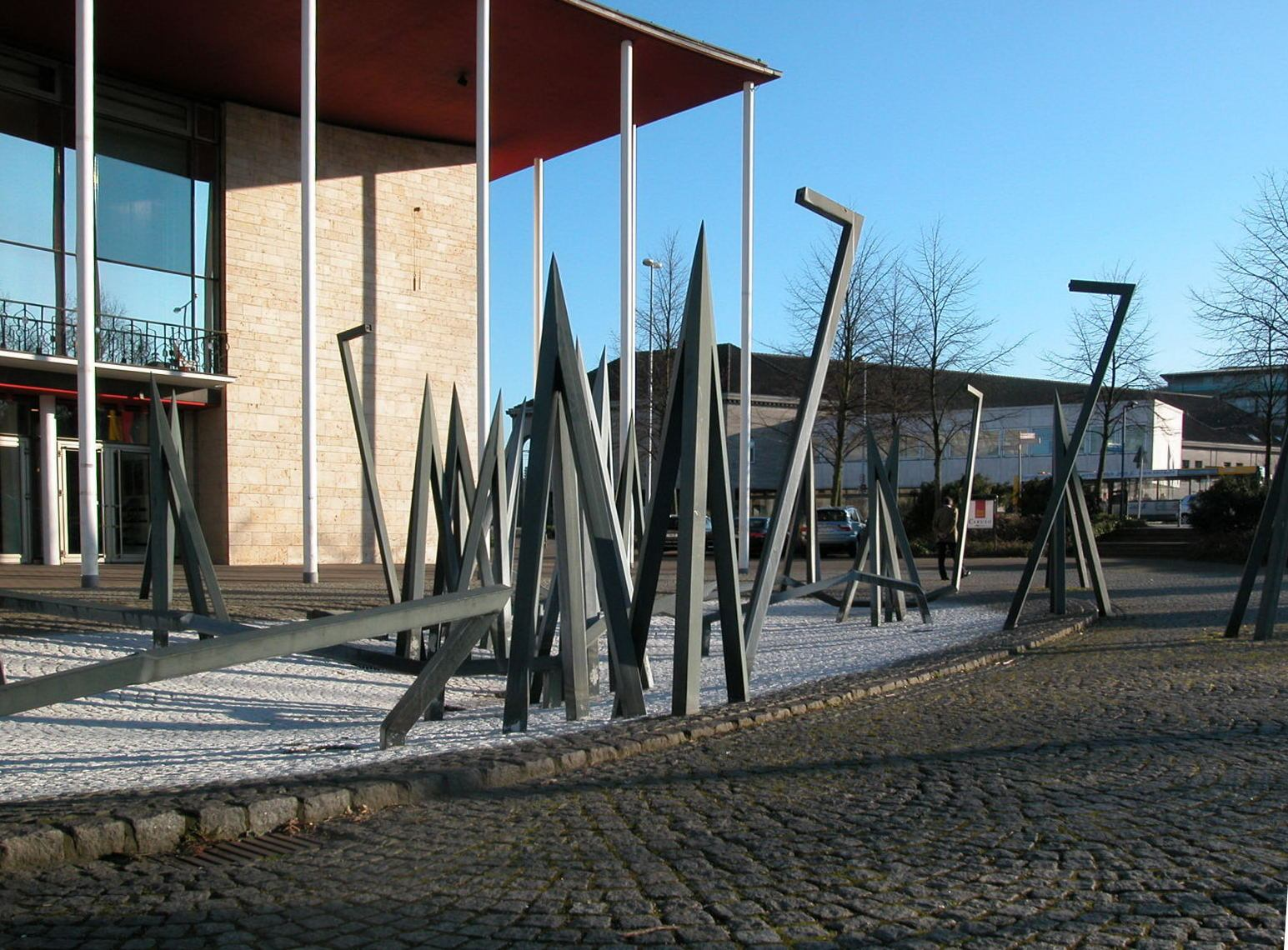
Der Brunnen auf dem Vorplatz wurde 1992 von Robert Schad geschaffen

Bei der Stadthalle handelt es sich um ein zweigeschossiges Gebäude mit einer neo-klassizistischen Sandsteinfassade, deren sachliche und blockhafte Front sich über eine Arkadenreihe zum Flussufer öffnet. Große Glastüren trennen den Wandelgang des Foyers an der Ostseite von der teilweise überdachten Uferterrasse. Neben dem Theatersaal, der über beide Etagen reicht und mehrere Logen besitzt, befinden sich im Erdgeschoss das Ruhrfoyer, die Konferenzlounge und der Kammermusiksaal. In der ersten Etage befindet sich der Festsaal.

## Lage
Die Stadthalle liegt im Stadtteil Broich direkt am Westufer der Ruhr und gegenüber der Mülheimer Innenstadt. Das Gebäude ist Teil eines stadtbildprägenden Gesamtensembles am linken Ufer der Schlossbrücke, bestehend aus Schloss Broich, dem ehemaligen Stadtbad und der Hauptverwaltung der Rheinisch-Westfälischen Wasserwerksgesellschaft.

## Orgel
Die Orgel der Stadthalle wurde 1957 von dem Orgelbauer Paul Ott (Göttingen) erbaut. Das Schleifladen-Instrument hat 51 Register auf drei Manualen und Pedal. Die Spieltrakturen sind mechanisch, die Registertrakturen sind elektropneumatisch. Seit einem Wasserschaden Ende der 1980er Jahre ist das Instrument nicht mehr spielbar.
| I Hauptwerk C– |                |       |
| 1.             | Gedacktpommer  | 16′   |
| 2.             | Prinzipal      | 8′    |
| 3.             | Rohrflöte      | 8′    |
| 4.             | Oktave         | 4′    |
| 5.             | Gedackt        | 4′    |
| 6.             | Quinte         | 2 ⁄3′ |
| 7.             | Oktave         | 2′    |
| 8.             | Mixtur VIII    |       |
| 9.             | Scharf III     |       |
| 10.            | Solo-Cornett V | 4′    |
| 11.            | Trompete       | 16′   |
| 12.            | Trompete       | 8′    |

| II Schwell-Brustwerk C– |                 |       |
| 13.                     | Holzflöte       | 8′    |
| 14.                     | Rohrquintade    | 8′    |
| 15.                     | Gemshorn        | 4′    |
| 16.                     | Rohrflöte       | 4′    |
| 17.                     | Sesquialtera II |       |
| 18.                     | Prinzipal       | 2′    |
| 19.                     | Qunte           | 1 ⁄3′ |
| 20.                     | Oktave          | 1′    |
| 21.                     | Scharf IV-V     |       |
| 22.                     | Terzzimbel III  |       |
| 23.                     | Dulzian         | 16′   |
| 24.                     | Krummhorn       | 8′    |
| 25.                     | Trompete        | 4′    |
|                         | Tremulant       |       |

| III Schwellwerk C– |                   |       |
| 26.                | Spitzgambe        | 16′   |
| 27.                | Dolkan            | 8′    |
| 28.                | Stillgedackt      | 8′    |
| 29.                | Geigend Prinzipal | 4′    |
| 30.                | Trichterflöte     | 4′    |
| 31.                | Koppelflöte       | 4′    |
| 32.                | Larigot           | 1 ⁄3′ |
| 33.                | Sifflöte          | 1′    |
| 34.                | Rauschpfeife III  |       |
| 35.                | Grobmixtur V-VIII |       |
| 36.                | Quintzimbel III   |       |
| 37.                | Fagott            | 16′   |
| 38.                | Oboe              | 8′    |
| 39.                | Schalmey          | 8′    |
|                    | Tremulant         |       |

| Pedalwerk C– |                 |        |
| 40.          | Prinzipal       | 16′    |
| 41.          | Subbass         | 16′    |
| 42.          | Oktave          | 8′     |
| 43.          | Prinzipalflöte  | 8′     |
| 44.          | Gedackt         | 8′     |
| 45.          | Schweizerpfeife | 2′     |
| 46.          | Rauschwerk I    | 5 1⁄3′ |
| 47.          | Rauschwerk I    | 2 ⁄3′  |
| 48.          | Mixtur VIII     |        |
| 49.          | Posaune         | 16′    |
| 50.          | Trompete        | 8′     |
| 51.          | Zink            | 4′     |

- Koppeln: II/I, III/I, II/P, III/P